# Jury (wedstrijd)
Een jury bij een wedstrijd is een groep van personen die van de organisatie de taak hebben gekregen het verloop van een evenement en het beoordelen van de prestaties van deelnemers te verzorgen.

## Prestatiebeoordeling
De juryleden bepalen naast de beoordeling van prestaties vaak ook of de prestaties reglementair zijn verlopen. Doorgaans zijn juryuitspraken en -beslissingen bindend voor het eindresultaat van een wedstrijd.
Een jury kan prestaties beoordelen in cijfers of omschrijvingen, afhankelijk van het wedstrijdreglement. Soms verstrekt een jury een juryrapport aan de deelnemers, en soms is na afloop van een wedstrijd een praatje met de juryleden mogelijk. Hoe een jury dient te beoordelen staat meestal nauwkeurig weergegeven in een wedstrijdreglement.

## Samenstelling
Meestal wordt een jury samengesteld uit experts op een bepaald terrein, en bestaat een jury uit een vaak oneven aantal personen inclusief een voorzitter.

## Manier van werken
Een veelgebruikt systeem is dat juryleden beoordelingen anoniem invullen, en dat de uitkomsten achteraf worden bezien en geëvalueerd door de voltallige jury. Als de verschillen groot zijn in een beoordeling kan een jury in discussie treden of een systeem hanteren van gemiddelden, waarbij soms de meest extreme waarden van een beoordeling afvallen of niet meegeteld worden. 
Zo kan in een muziekwedstrijd een jury cijfers geven voor technisch niveau, artistieke prestatie en algehele indruk, waarna een eindcijfer ontstaat door gemiddelden van alle jurycijfers op die drie aspecten. 
Een jury is dus naast scheidsrechter vaak ook controleur en beslisser.

## Publieksjurering
Soms is naast een vakjury ook een extra publieksjury aanwezig, die bijvoorbeeld een publieksprijs kan toekennen aan deelnemers, of als een extra stem aan de jury kan worden toegevoegd.

## Voorbeelden van jury's
- Muziekconcoursen
- Turnen
- Gamen
- Sportevenementen
- Quizzen
- Talentenjachten
- Tekenwedstrijden voor kinderen